# Stadion ob Tržaški cesti
Stadion ob Tržaški cesti – nieistniejący już wielofunkcyjny stadion w Mariborze, w Słowenii. Istniał w latach 1932–1963. Mógł pomieścić 1800 widzów. Swoje spotkania rozgrywali na nim piłkarze klubu NK Železničar Maribor.

## Historia
Piłkarze założonego w 1927 roku klubu sportowego Železničar Maribor swoje pierwsze boisko urządzili przy ulicy Koresovej, w miejscu w którym stoi dziś kryte lodowisko oraz hala sportowa, niedaleko obecnego stadionu klubu. W późniejszym okresie boisko to znane było jako „Stari Železničar”. W miarę rozwoju klubu skromne boisko stało się jednak niewystarczające dla jego potrzeb i w 1932 roku około kilometr na zachód, przy ulicy Tržaškiej i rozgałęzieniu linii kolejowej rozpoczęto budowę nowego obiektu. Boisko to było w użyciu już od 1932 roku, choć jego oficjalnego otwarcia dokonano 8 września 1935 roku, po ukończeniu trybuny głównej. Nowy stadion wyposażony był w bieżnię lekkoatletyczną. Zadaszona trybuna obiektu mogła pomieścić 1800 widzów. W tamtym czasie stadion uchodził za jeden z najlepszych w Królestwie Jugosławii.
Do czasu przerwania rozgrywek piłkarskich w Jugosławii z powodu wybuchu II wojny światowej Železničar dwukrotnie zwyciężał w rozgrywkach regionalnych (w latach 1937 i 1940), jednak nie udało mu się awansować do pierwszej ligi jugosłowiańskiej.
Obiekt ucierpiał podczas II wojny światowej. Zniszczenia szybko jednak naprawiono i już w sierpniu 1945 roku przywrócono go do użytku.
W 1963 roku z powodu budowy nowego mostu na Drawie postanowiono zmienić przebieg ulicy, przy której znajdował się stadion. Według projektu przebiegać ona miała przez teren boiska, w związku z czym zostało ono zamknięte i zlikwidowane. Železničar z konieczności na kilka lat przeniósł się na stadion Poljane, a w 1967 roku otwarto nowy stadion klubu, Športni park Tabor, zlokalizowany niedaleko miejsca w którym kiedyś znajdowało się pierwsze boisko tego zespołu (tzw. „Stari Železničar”).